# Wojskowe Zakłady Umundurowania w Poznaniu

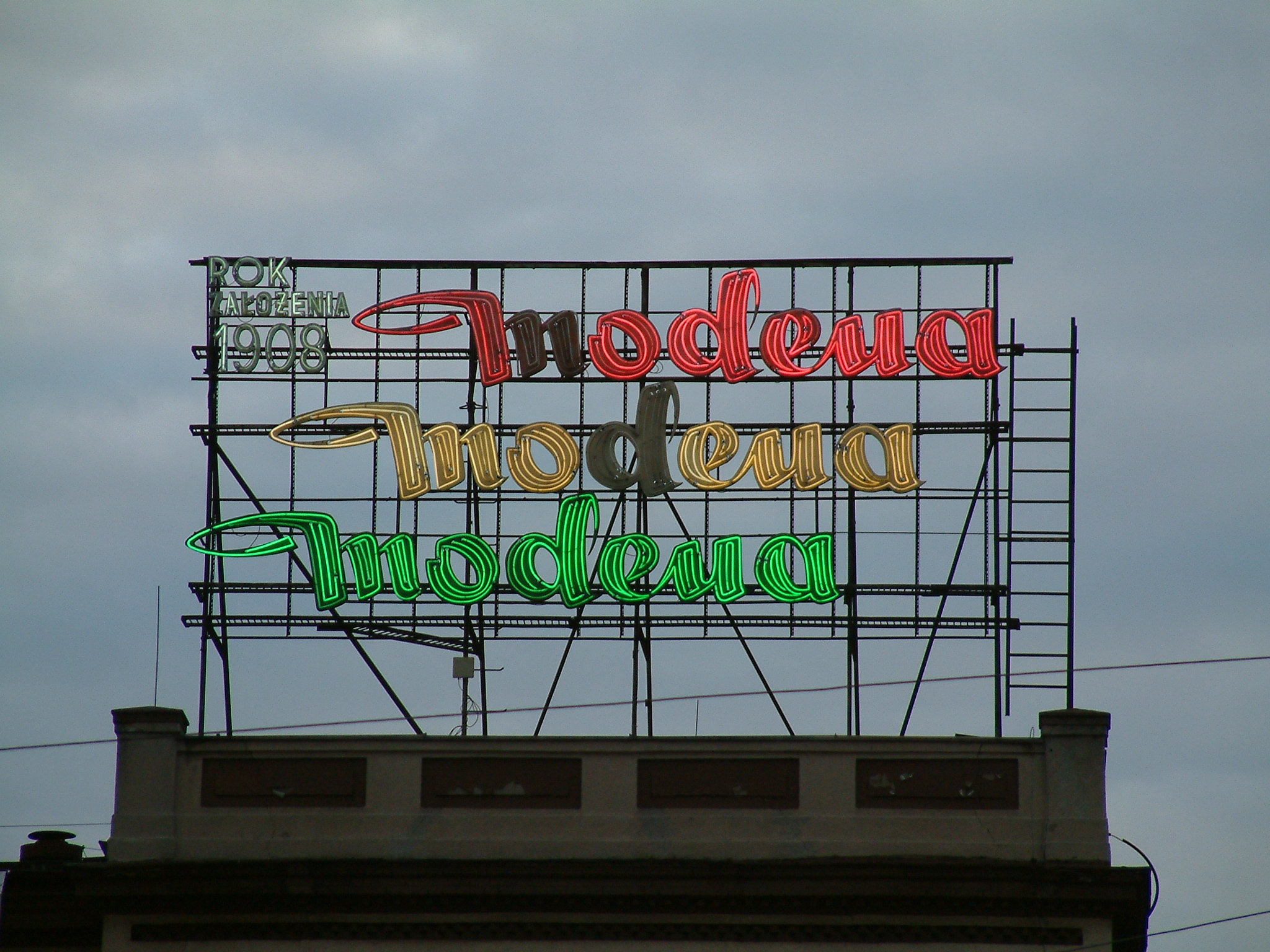
Neon firmy Modena z datą założenia – 1908

Wojskowe Zakłady Umundurowania – zakłady odzieżowe pracujące na potrzeby wojskowe, zlokalizowane w Poznaniu przy ul. Kraszewskiego róg Jackowskiego (Jeżyce). 
Do 1908 istniał przy skrzyżowaniu ulic Kraszewskiego i Jackowskiego niemiecki-cesarski Bekleidungsamt zawierający krajalnie szewskie i krawieckie, zatrudniający niemieckich żołnierzy-rzemieślników. Funkcjonowały tu też magazyny wyrobów gotowych. W 1908 zakończono budowę dwupiętrowego budynku wzdłuż ul. Jackowskiego z nowoczesnymi mechanicznymi warsztatami szewskimi oraz krajalnią i magazynem skór, a także własną windą i elektrownią. Od 1 października 1908 pracowali tu wyłącznie cywile (około 300 osób), a kierownictwo pozostało w rękach wojskowych. Wytwarzano tutaj mundury sukienne i drelichowe, obuwie żołnierskie oraz bieliznę dla V Korpusu Wojska Niemieckiego.
Obiekty rozbudowano w czasie I wojny światowej, a liczba pracowników wzrosła wówczas do około 1500, w tym kobiet. Przy ul. Ułańskiej otwarto drugi zakład, w którym zatrudniano dalsze 1500 pracowników. 
17 listopada 1918 zakłady obsadziła polska kompania Donata Stolpika, uniemożliwiając Niemcom wywóz gotowych wyrobów. Polskie władze powołały tu Zarząd Urzędu Umundurowania. Z początkiem kwietnia 1919 Urząd Wojskowy mianował szefem tych zakładów kapitana Kazimierza Tchorzewskiego. Nazwa zmieniła się w 1921 – na Okręgowy Zakład Mundurowy VII (potem Wojskowy Zakład Mundurowy). W 1921 przeprowadzono też remont maszyn. Zakład, w końcu 1921, przejęło Ministerstwo byłej Dzielnicy Pruskiej. Od tego czasu poszerzono asortyment, m.in. wytwarzano mundury kolejarskie. Dalsza rozbudowa nastąpiła w 1924. Wybudowano wtedy m.in. nową stolarnię. W 1927 powołano wydzielone przedsiębiorstwo - Państwowe Zakłady Umundurowania w Warszawie, Oddział Fabryczny w Poznaniu. Dokonano wtedy reorganizacji metod pracy, a w 1935 wprowadzono nowoczesne prasowalnie parowe. 
W połowie 1939 rozpoczęła się ewakuacja zakładów – w sierpniu tego roku zakłady były praktycznie zlikwidowane. 1 września 1939 fabrykę zbombardowali Niemcy, nie czyniąc jednak większych szkód. W połowie września 1939 zakład obsadzili naziści, a produkcja została przestawiona na potrzeby armii niemieckiej. Większość pracowników stanowili nadal Polacy (dzień pracy miał dwanaście godzin, wielu z nich zamordowano za sabotaż). 
W lutym 1945 zakłady przejściowo obsadziła Armia Czerwona – szyto m.in. waciaki i pokrowce na czołgi. Następnie zakłady przejął Centralny Zarząd Przemysłu Włókienniczego. W 1951 nastąpiło usamodzielnienie – stworzono Poznańskie Zakłady Przemysłu Odzieżowego im. Komuny Paryskiej Modena i Poznańskie Zakłady Obuwia Domena.